# Direct2D
Direct2D — ускоренный аппаратным обеспечением интерфейс программирования приложений (API) для двухмерной графики, который обеспечивает высокую производительность и высококачественное отображение двухмерной геометрии, растровых изображений и текста. Direct2D API разработан компанией Microsoft для создания приложений под управлением операционной системы Windows 10,  Windows 8, Windows 7 и Windows Server 2008 R2, а также в Windows Vista и Windows Server 2008 (с установленным обновлением платформы)  и для взаимодействия с существующим кодом, который использует GDI, GDI+, или Direct3D.
Direct2D использует преимущества GPU для ускорения рендеринга, что обеспечивает более быстрое и плавное отображение графики. Это API интегрировано с DirectX, что дает возможность комбинировать 2D-графику с 3D-графикой в одном приложении.
В первую очередь Direct2D предназначен для следующих классов разработчиков:
- Разработчиков крупномасштабных, предпринимательских, «родных» приложений.
- Разработчиков, которые создают наборы элементов управления и библиотек для программистов основного направления.
- Разработчиков, которые требуют прорисовки двухмерной графики на серверной стороне.
- Разработчиков, которые используют Direct3D-графику и нуждаются в простой, высокопроизводительной двухмерной и текстовой прорисовке для элементов меню, пользовательского интерфейса (UI), а также индикаторов прямой видимости Head-Up Display (сокр. HUD).